# International GT Open

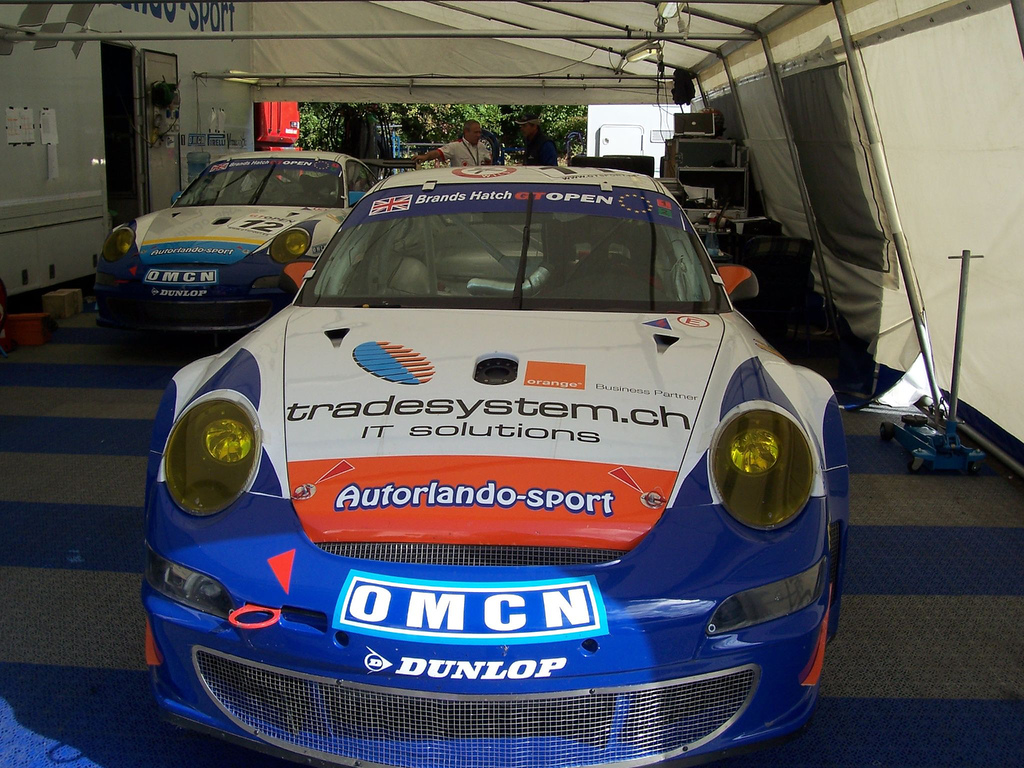
La Porsche 911 GT3 RSR (997) d'Autorlando en 2007.

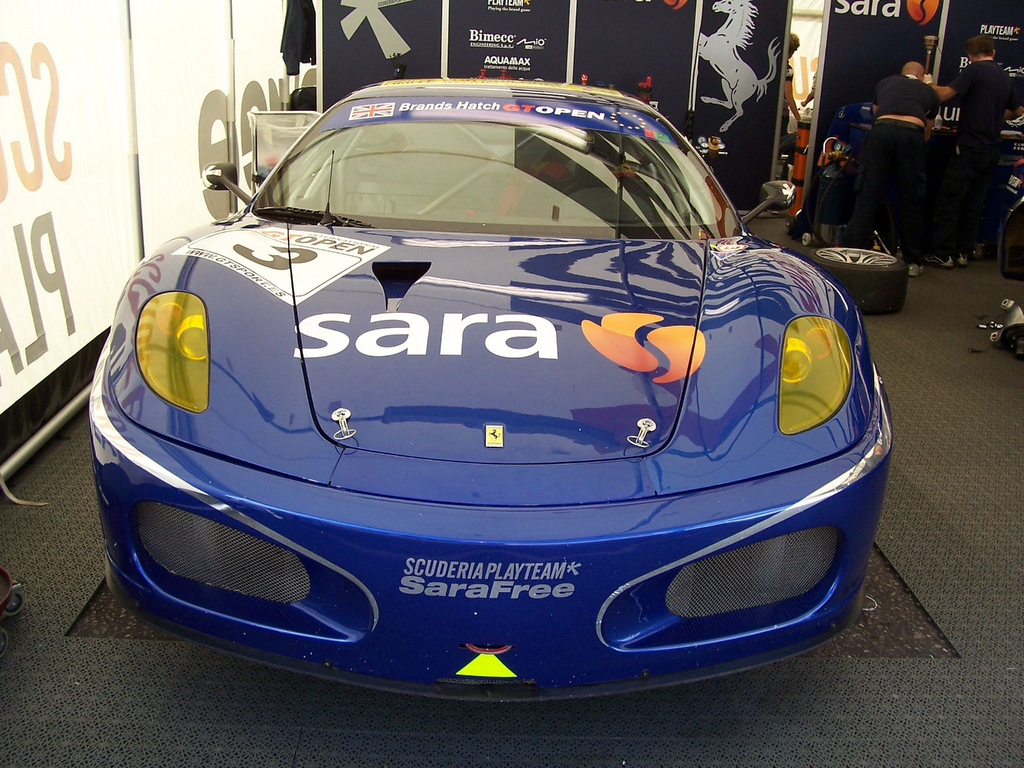
La Ferrari F430 GTC de la Scuderia Playteam Sarafree en 2007.

L'International GT Open est un championnat européen de voitures de sport issu du championnat national espagnol qui existe depuis 2006.

## Format
La série est constituée de courses dans différents pays européens (huit meetings dans sept pays différents en 2011). Lors des premières saisons le format était proche du Championnat d'Espagne et comportait des meetings en commun.
Jusqu'en 2014, les catégories GT2 et GT3 portaient dans cette compétition les noms de Super GT et GTS. Les voitures engagées étaient des Porsche 911 GT3 RSR (997), Ferrari F430 GTC, Aston Martin DBRS9, Audi R8 LMS, Ford GT GT3, Lamborghini Gallardo GT3...
À partir de 2015, le championnat ne conserve que la catégorie GT3 et adopte une classification préconisée par la FIA : Pro, Pro-Am et Gentlemen. Dans ce nouveau schéma, Michelin devient le manufacturier pneumatique unique.

## Palmarès

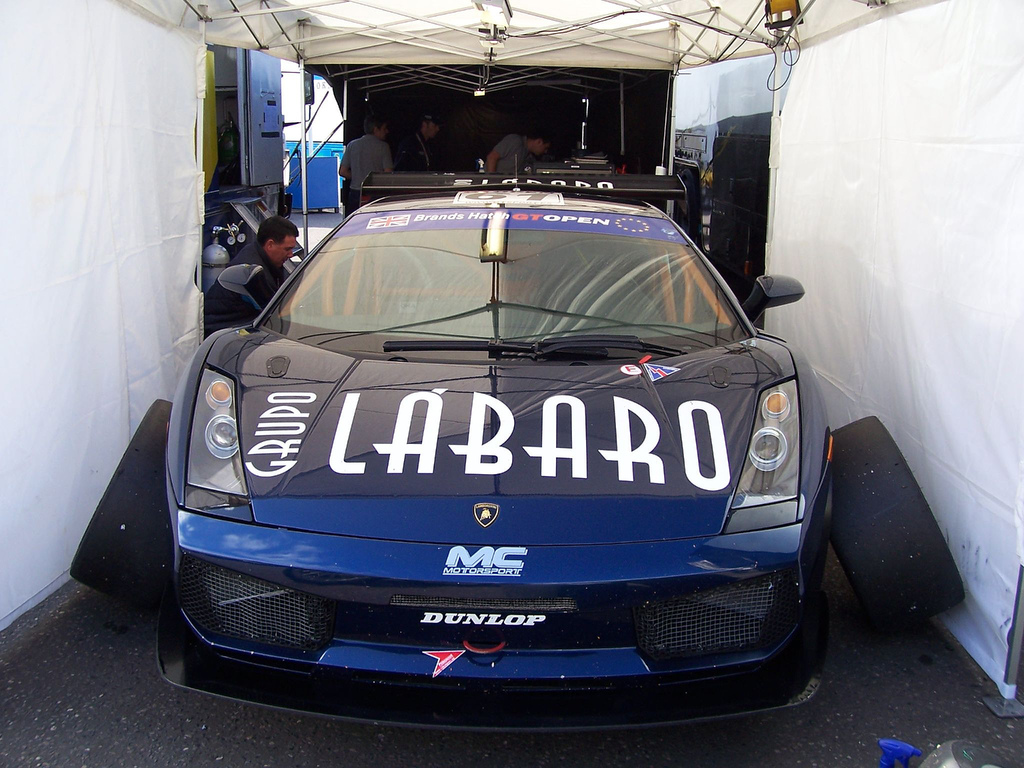
La Lamborghini Gallardo du MC Motorsport en 2007

| Saison | Pilotes (écurie)                                           | Pilotes (écurie)                                                | Pilotes (écurie)                                                | Pilotes (écurie)                   | Écurie              | Écurie              |
|        | Général                                                    | GTA                                                             | GTS                                                             | GTB                                | Team's cup          | Team's cup          |
| ------ | ---------------------------------------------------------- | --------------------------------------------------------------- | --------------------------------------------------------------- | ---------------------------------- | ------------------- | ------------------- |
| 2006   | Michele Bartyan ( Scuderia Playteam)                       | Michele Bartyan ( Scuderia Playteam)                            | Stefano Zonca Andrea Belicchi ( Racing Box)                     | Fabrizio Gini ( Scuderia Giudici)  |                     |                     |
| 2007   | Richard Lietz Joël Camathias ( Autorlando)                 | Andrea Montermini Michele Maceratesi ( Scuderia Playteam)       | Riccardo Romagnoli ( Scuderia La Torre)                         | Gianni Giudici ( Scuderia Giudici) | Scuderia Playteam   | Scuderia Playteam   |
| 2008   | Andrea Montermini Michele Maceratesi ( Scuderia Playteam)  | Andrea Montermini Michele Maceratesi ( Scuderia Playteam)       | Marco Cioci Andrea Pellizzato                                   | non décerné                        | Scuderia Playteam   | Scuderia Playteam   |
|        | Général                                                    | Super GT                                                        | GTS                                                             | Gentleman’s Cup                    | Super GT            | GTS                 |
| 2009   | Joël Camathias Marcel Fässler ( Trottet Racing)            | Joël Camathias Marcel Fässler ( Trottet Racing)                 | Philipp Peter Michal Broniszewski ( Kessel Racing)              |                                    | Autorlando Sport    | Villois Racing      |
| 2010   | Álvaro Barba Pierre Kaffer ( AF Corse)                     | Álvaro Barba Pierre Kaffer ( AF Corse)                          | Kessel Racing Marco Frezza ( Kessel Racing)                     |                                    | AF Corse            | Kessel Racing       |
| 2011   | Soheil Ayari ( JMB Racing)                                 | Soheil Ayari ( JMB Racing)                                      | Lorenzo Bontempelli Stefano Gattuso ( Kessel Racing)            |                                    | JMB Racing          | Kessel Racing       |
| 2012   | Gianmaria Bruni Federico Leo ( AF Corse)                   | Gianmaria Bruni Federico Leo ( AF Corse)                        | Daniel Zampieri Michael Dalle Stelle ( Kessel Racing)           |                                    | AF Corse            | Kessel Racing       |
| 2013   | Andrea Montermini ( Scuderia Villorba Corse)               | Andrea Montermini ( Scuderia Villorba Corse)                    | Giorgio Pantano ( Bhai Tech Racing)                             | Alexander Talkanitsa ( AT Racing)  | V8 Racing           | Bhai Tech Racing    |
| 2014   | Daniel Zampieri Roman Mavlanov ( SMP Racing Russian Bears) | Daniel Zampieri Roman Mavlanov ( SMP Racing Russian Bears)      | Giorgio Roda ( AF Corse)                                        | Claudio Sdanewitsch ( AF Corse)    | V8 Racing           | AF Corse            |
|        | Général                                                    | Pro-Am                                                          | Am                                                              |                                    | Écurie              | Écurie              |
| 2015   | Álvaro Parente Miguel Ramos ( Teo Martín Motorsport)       | Álvaro Parente Miguel Ramos ( Teo Martín Motorsport)            | Claudio Sdanewitsch ( AF Corse)                                 |                                    | AF Corse            | AF Corse            |
| 2016   | Giovanni Venturini ( Orange 1 Team Lazarus)                | Thomas Biagi Fabrizio Crestani ( Orange 1 Team Lazarus)         | António Coimbra Luis Silva ( Sports and You)                    |                                    | BMW Team Teo Martín | BMW Team Teo Martín |
| 2017   | Giovanni Venturini ( Imperiale Racing)                     | Shaun Balfe Rob Bell ( Balfe Motorsport)                        | António Coimbra Luís Silva ( Sports and You)                    |                                    | Imperiale Racing    | Imperiale Racing    |
| 2018   | Mikkel Mac ( Luzich Racing)                                | Tom Onslow-Cole Valentin Pierburg ( SPS Automotive Performance) | Giulio Borlenghi Andrzej Lewandowski ( Vincenzo Sospiri Racing) |                                    | Imperiale Racing    | Imperiale Racing    |
| 2019   | Giacomo Altoè Albert Costa ( Emil Frey Racing)             | Tom Onslow-Cole Valentin Pierburg ( SPS Automotive Performance) | Giuseppe Cipriani ( Antonelli MotorSport)                       |                                    | Emil Frey Racing    | Emil Frey Racing    |